# 史诗唱片
史诗唱片（英语：Epic Records）是索尼音乐娱乐旗下位于美国纽约成立于1953年的唱片公司。史诗唱片是当今索尼音乐的三大旗舰唱片公司其中之一，其余两家为：哥伦比亚唱片及RCA唱片。公司旗下的艺人包括：迈克尔·杰克逊、艾薇儿·拉维尼、JLS、席亚拉、莎拉·芭瑞黎丝、妮可·舒辛格、冲突乐团、梅根·崔娜、五佳人、莎拉·拉尔森、MONSTA X等。